# دینو مارینو
دینو مارینو (انگلیسی: Dino Marino؛ زادهٔ ۲۳ مهٔ ۱۹۸۵) بازیکن فوتبال اهل ایتالیا است.
از باشگاه‌هایی که در آن بازی کرده‌است می‌توان به باشگاه فوتبال اینتر میلان، باشگاه فوتبال ارورا پرو پاتریا ۱۹۱۹، باشگاه فوتبال اتلتیکو آرتزو، و باشگاه فوتبال لچه اشاره کرد.